# Coupe Canada 1976
Navigation
1981
La Coupe Canada 1976 est la première édition de la Coupe Canada, tournoi international de hockey sur glace joué en Amérique du Nord. Ce premier de cinq tournois de Coupe Canada a lieu du 2 au 15 septembre 1976.

## Contexte
Au début des années 1970, les compétitions internationales organisées par la Fédération internationale de hockey sur glace sont des compétitions excluant les joueurs professionnels alors que dans le même temps, les fans de hockey de l'Amérique du Nord se prennent d'intérêt pour les compétitions internationales de haut niveau. Cet engouement s'expliquant en partie par la réussite de la Série du siècle 1972 opposant l'équipe d'URSS et celle du Canada.
Douglas Fisher membre de Hockey Canada et Alan Eagleson de l'Association des joueurs de la Ligue nationale de hockey réussissent donc à monter une nouvelle compétition entre les équipes d'Europe et celles d'Amérique du Nord, les pays participant étant invités. Les nations participant au tournoi sont les suivantes : l'URSS, le Canada, les États-Unis, Finlande, la Suède et la Tchécoslovaquie.

## Lieux des parties
| Ottawa Civic Centre        | Forum             | Maple Leaf Gardens |
| Ottawa, Ontario            | Montréal, Québec  | Toronto, Ontario   |
|                            |                   |                    |
| The Spectrum               | Colisée de Québec | Winnipeg Arena     |
| Philadelphie, Pennsylvanie | Québec, Québec    | Winnipeg, Manitoba |
|                            |                   | Manquante          |

## Effectifs

### Canada
Attaquants et défenseurs : Bill Barber, Bobby Clarke, Marcel Dionne, Phil Esposito, Bob Gainey, Danny Gare, Bobby Hull, Guy Lafleur, Guy Lapointe, Reggie Leach, Peter Mahovlich, Rick Martin, Lanny McDonald, Bobby Orr, Gilbert Perreault, Denis Potvin, Larry Robinson, Serge Savard, Steve Shutt, Darryl Sittler, Carol Vadnais, Jimmy Watson

Gardiens : Gerry Cheevers, Glenn Resch, Rogatien Vachon

Entraîneurs : Scotty Bowman, Don Cherry, Bobby Kromm, Al MacNeil Harry Sinden.

### États-Unis
Attaquants et défenseurs : Fred Ahern, Curt Bennett, Harvey Bennett Jr., Dan Bolduc, Rick Chartraw, Mike Christie, Lee Fogolin, Robbie Ftorek, Al Hangsleben, Steve Jensen, Mike Milbury, Lou Nanne, Joe Noris, Bill Nyrop, Gerry O'Flaherty, Doug Palazzari, Craig Patrick, Mike Polich, Gary Sargent, Dean Talafous, Warren Williams

Gardiens : Mike Curran, Pete LoPresti, Robert Raeder

Entraîneurs : Bob Pulford, Harry Neale

### Finlande
Attaquants et défenseurs : Tapio Flinck, Matti Hagman, Hannu Kapanen, Veli-Pekka Ketola, Pertti Koivulahti, Tapio Koskinen, Tapio Levo, Harri Linnonmaa, Lasse Litma, Kari Makkonen, Timo Nummelin, Lasse Oksanen, Esa Peltonen, Jouni Peltonen, Pekka Rautakallio, Matti Rautiainen, Seppo Repo, Heikki Riihiranta, Jouni Rinne, Timo Saari, Juhani Tamminen, Jorma Vehmanen

Gardiens : Antti Leppänen, Markus Mattsson, Jorma Valtonen

Entraîneurs : Lasse Heikkilä, Carl Brewer

### Suède
Attaquants et défenseurs : Mats Åhlberg, Thommie Bergman, Per-Olov Brasar, Lars-Erik Ericsson, Roland Eriksson, Lars-Erik Esbjors, Inge Hammarström, Anders Hedberg, Bjorn Johansson, Dan Labraaten, Willy Lindström, Tord Lundström, Lars-Goran Nilsson, Ulf Nilsson, Stig Östling, Borje Salming, Stig Salming, Lars-Erik Sjöberg, Jan-Olov Svensson, Mats Waltin, Juha Widing, Kjell-Arne Wikström

Gardiens : Hardy Åström, Göran Högosta, William Löfqvist

Entraîneurs : Tommy Sandlin, Bengt Ohlson

### Tchécoslovaquie
Attaquants et défenseurs : Josef Augusta, Jiří Bubla, František Černík, Milan Chalupa, Miroslav Dvořák, Bohuslav Ebermann, Ivan Hlinka, Jiří Holík, Karel Holy, František Kaberle (senior), Milan Kajkl, Oldřich Macháč, Vladimír Martinec, Jiří Novák, Milan Nový, František Pospíšil, Jaroslav Pouzar, Pavel Richter, Vladimír Šándrik, Bohuslav Šťastný, Marián Šťastný, Peter Šťastný

Gardiens : Vladimír Dzurilla, Jiří Holeček

Entraîneurs : Karel Gut, Jan Starsi

### URSS
Attaquants et défenseurs : Boris Aleksandrov, Sergueï Babinov, Helmuts Balderis, Valeri Belooussov, Zinetoula Bilialetdinov, Aleksandr Golikov, Aleksandr Goussev, Sergueï Kapoustine, Vladimir Kovine, Vladimir Krikounov, Aleksandr Koulikov, Viktor Kouznetsov, Iouri Lebedev, Vladimir Loutchenko, Aleksandr Maltsev, Vladimir Repniov, Viktor Chalimov, Aleksandr Skvortsov, Valeri Vassiliev, Vladimir Vikoulov, Viktor Jlouktov

Gardiens : Vladislav Tretiak, Mikhaïl Vassilenok, Viktor Zinger

Entraîneurs : Viktor Tikhonov, Boris Maïorov, Robert Cherenkov

## Tour préliminaire

### Résultats
À l'exception du match d'ouverture joué seul le 2 septembre, la Coupe Canada est disputée avec trois matchs chaque journée : les  3 (deux matchs restants), 5, 7, 9 et 11 septembre.
| 2 septembre | Canada | 11-2 (4-1, 2-0, 5-1) | Finlande | Ottawa Civic Centre |

| 3 septembre | Suède | 5-2 (5-0, 0-0, 0-2) | États-Unis | Maple Leaf Gardens |

| 3 septembre | Tchécoslovaquie | 5-3 (2-0, 1-1, 2-2) | Union soviétique | Forum de Montréal |

| 5 septembre | Suède | 3-3 | Union soviétique | Forum de Montréal |

| 5 septembre | Tchécoslovaquie | 8-0 (1-0, 3-0, 4-0) | Finlande | Maple Leaf Gardens |

| 5 septembre | Canada | 4-2 (3-0, 0-2, 1-0) | États-Unis | Forum de Montréal |

| 7 septembre | Union soviétique | 11-3 (4-2, 4-1, 3-0) | Finlande | Forum de Montréal |

| 7 septembre | États-Unis | 4-4 (0-0, 4-2, 0-2) | Tchécoslovaquie | Spectrum |

| 7 septembre | Canada | 4-0 (1-0, 2-0, 1-0) | Suède | Maple Leaf Gardens |

| 9 septembre | Finlande | 8-6 (1-3, 4-2, 3-1) | Suède | Winnipeg Arena |

| 9 septembre | États-Unis | 0-5 (0-3, 0-1, 0-1) | Union soviétique | Spectrum |

| 9 septembre | Canada | 0-1 (0-0, 0-0, 0-1) | Tchécoslovaquie | Forum de Montréal |

| 11 septembre | États-Unis | 6-3 (0-2, 4-0, 2-1) | Finlande | Forum de Montréal |

| 11 septembre | Suède | 2-1 (0-0, 0-1, 2-0) | Tchécoslovaquie | Colisée Pepsi |

| 11 septembre | Canada | 3-1 (2-1, 1-0, 0-0) | Union soviétique | Maple Leaf Gardens |

### Classement
| Clt   | Équipe           | PJ | V | D | N | BP | BC | Pts |
| ----- | ---------------- | -- | - | - | - | -- | -- | --- |
| +001, | Canada           | 5  | 4 | 1 | 0 | 22 | 6  | 8   |
| +002, | Tchécoslovaquie  | 5  | 3 | 1 | 1 | 19 | 9  | 7   |
| +003, | Union soviétique | 5  | 2 | 2 | 1 | 23 | 14 | 5   |
| +004, | Suède            | 5  | 2 | 2 | 1 | 16 | 18 | 5   |
| +005, | États-Unis       | 5  | 1 | 3 | 1 | 14 | 21 | 3   |
| +006, | Finlande         | 5  | 1 | 4 | 0 | 16 | 42 | 2   |

- En gras : qualifié pour la finale.

### Finale
La finale de la compétition se joue entre les deux meilleures équipes. La série est une série aux meilleurs des trois matchs : deux victoires sont nécessaires pour déterminer le vainqueur. Les Canadiens remportent la première édition en battant en finale le champion du monde en titre, la Tchécoslovaquie, grâce à une victoire 5-4 en prolongation et un but de Darryl Sittler,
| 13 septembre | Canada | 6-0 (4-0, 0-0, 2-0) | Tchécoslovaquie | Maple Leaf Gardens, Toronto 16 485 spectateurs |

| 15 septembre | Tchécoslovaquie | 4-5 (pr) (0-2, 1-0, 3-2, 0-1) | Canada | Forum, Montréal 18 040 spectateurs |

## Meneurs

### Points
| Joueur            | PJ | B | A | Pts |
| ----------------- | -- | - | - | --- |
| Viktor Jlouktov   | 5  | 5 | 4 | 9   |
| Bobby Orr         | 7  | 2 | 7 | 9   |
| Denis Potvin      | 7  | 1 | 8 | 9   |
| Bobby Hull        | 7  | 5 | 3 | 8   |
| Milan Nový        | 7  | 5 | 3 | 8   |
| Gilbert Perreault | 7  | 4 | 4 | 8   |
| Vladimir Vikoulov | 4  | 4 | 3 | 7   |
| Börje Salming     | 5  | 4 | 3 | 7   |
| Phil Esposito     | 7  | 4 | 3 | 7   |
| Aleksandr Maltsev | 5  | 3 | 4 | 7   |
| Vladimír Martinec | 7  | 3 | 4 | 7   |

### Gardiens
| Nom               | PJ | V | D | N | Bl | Moy  |
| ----------------- | -- | - | - | - | -- | ---- |
| Rogatien Vachon   | 7  | 6 | 1 | 0 | 2  | 1,39 |
| Vladimír Dzurilla | 5  | 1 | 3 | 1 | 1  | 2,36 |
| Vladislav Tretiak | 5  | 2 | 2 | 1 | 1  | 2,8  |
| Pete LoPresti     | 2  | 1 | 1 | 0 | 0  | 3    |

## Honneurs individuels
- MVP du tournoi :  Bobby Orr
- Équipe d'étoiles :
  - Gardien de but :  Rogatien Vachon
  - Défenseurs :  Bobby Orr et  Börje Salming
  - Attaquants :  Aleksandr Maltsev,  Milan Nový et  Darryl Sittler
- Meilleur joueur par équipe :
  -  Canada : Rogatien Vachon
  -  États-Unis : Robbie Ftorek
  -  Finlande : Matti Hagman
  -  Suède : Börje Salming
  -  Tchécoslovaquie : Milan Nový
  -  Union soviétique : Aleksandr Maltsev